# Asphalt 5
Asphalt 5 (укр. Асфальт 5) — перегонова відеогра 2009 року, розроблена Gameloft Bucharest і Gameloft Mexico та опублікована Gameloft. П'ята велика гра серії Asphalt. Відеогра випущена для iOS 2 листопада 2009 року, для webOS 8 січня 2010 року, для Android 18 березня, для Symbian і Bada 22 грудня і для Windows Phone 7 16 липня 2012 року. 

## Ігровий процес

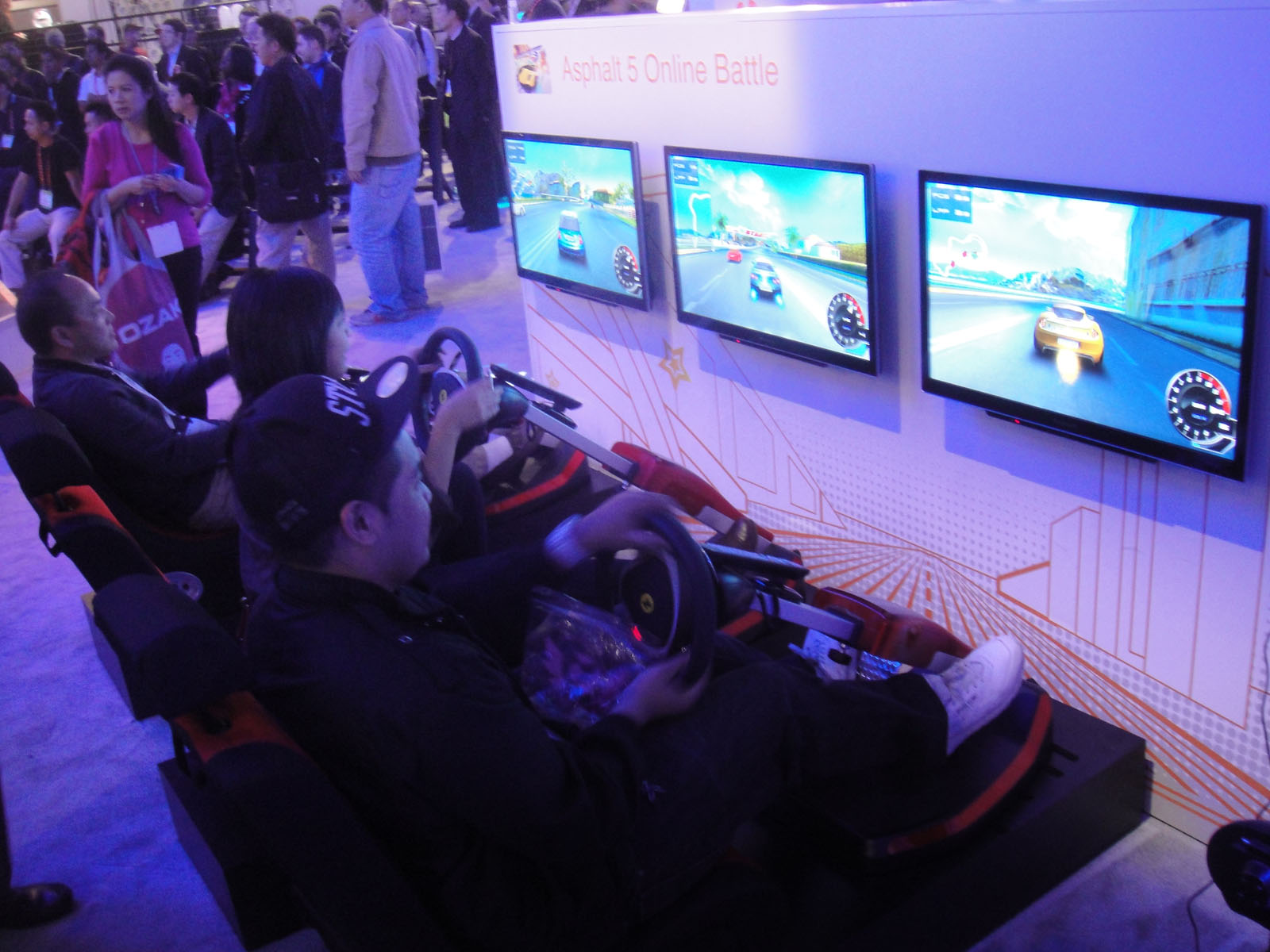
Гравці грають у гру на CES 2012.

Ігровий процес Asphalt 5 дуже схожий на ігровий процес Asphalt 4: Elite Racing та Ferrari GT: Evolution: гравцеві надається можливість нахиляти пристрій, торкатися бокової сторони екрана для керування або використовувати віртуальне екранне кермо. Версія гри для iPhone використовує ландшафтне керування. Гра також має багатокористувацький режим, як локальний через Wi-Fi та Bluetooth, так і глобальний через інтернет-з'єднання.
У грі доступні 30 ліцензованих автомобілів та 17 локацій для перегонів.

## Огляди
| Агрегатор    | Оцінка |
| ------------ | ------ |
| GameRankings | 87%    |
| Metacritic   | 82/100 |

| Видання | Оцінка |
| ------- | ------ |
| IGN     | 8/10   |

Після релізу Asphalt 5 отримала загалом схвальні відгуки. Версія для iOS отримала 82 бали зі 100 на Metacritic (на основі шести рецензій) та 87% на GameRankings (також на основі шести рецензій).
Леві Б'юкенен з IGN поставив грі оцінку 8 з 10, похваливши її за те, що вона не сприймає себе надто серйозно: «Asphalt 5 — це чисто аркадні перегони. Вона поєднує в собі елементи smash 'em Burnout і хардкорні перегони Ridge Racer. Якщо ви очікуєте отримати симулятор точного водіння на кшталт Real Racing, ви будете жорстоко розчаровані. Але якщо ви завантажите Asphalt 5 в очікуванні Mr. Toad's Wild Ride на Ferrari, ви будете цілком задоволені».
TouchArcade були так само вражені, оцінивши гру на 4,5 бали з 5 і високо оцінивши графіку: «Навіть якщо ви не зосереджуєтесь на деталях, Gameloft, очевидно, зосередилась на них. Незалежно від того, чи їдете ви засніженими автострадами, чи просоченими брудом дорогами, чи в темряві ночі, деталі є скрізь. Від вивісок на вітринах магазинів до пошкоджень на транспортних засобах, Gameloft, безумовно, доклала чимало зусиль для створення аркадного досвіду з високим ступенем візуалізації».
Дейв ЛеКлер з ToughGen також був вражений, оцінивши гру на 4 з 5, також високо оцінивши графіку: «Це найкрасивіша гра на сьогодні. У грі понад 30 різних автомобілів, і кожен з них виглядає неймовірно. 12 міст у грі також виглядають фантастично, грати в них — одне задоволення. Найперший рівень проходить у засніженій місцевості, коли ви їдете, сніг потрапляє на екран і тане. Саме ця тонка увага до деталей дійсно виділяє Asphalt 5 в графічному плані».
Ендрю Подольські зі Slide to Play був дещо менш захопленим, оцінивши гру на 3 бали з 4 і розкритикувавши фізику: «Це надмірна, неймовірно пружна перегонова гра, яка більше схожий на Jelly Car, ніж на Real Racer. Нам дуже подобаються аркадні перегони, але ці автомобілі не мають реальної ваги чи потужності, хоча вони мають чудовий вигляд на дорозі та в гаражі». Вони також критично оцінили складність режиму «Виключення» і назвали можливість купувати легко одягнені жіночі моделі, які дають бонуси під час перегонів, «недорослою, навіть для відеогри цього жанру».
Ендрю Барес з WMPoweruser не був вражений портом 2012 року для Windows Phone, оцінивши гру на 2 бали з 5 і стверджуючи, що «будь-яка гра сьогодні, яка не підтримує багатозадачність Mango І навіть не підтримує NoDo, що повертає вас до стану паузи, є повним провалом. Відповідаючи на текстове повідомлення посеред перегонів, вам доведеться чекати ~8 секунд, поки гра завантажиться, а потім вона відкине вас назад на лінію старту, і ви втратите весь свій прогрес!»
Згідно з IGN, GameSpy та GameStats, була запланована версія для Sony PSP «Minis», але, зрештою, так і не вийшла на платформі. Нині існує лише іконка цієї версії.